# 广东野靛棵
广东野靛棵（学名：Mananthes lianshanica）为爵床科野靛棵属的植物，是中国的特有植物。分布在中国大陆的广东等地，生长于海拔550米的地区，常生长在石上或疏林中，目前尚未由人工引种栽培。
种名lianshanica以连山（广东省清远市连山壮族瑶族自治县）命名。

## 别名
连山爵床（广西植物）